# Новые Юрты
Новые Юрты — деревня в Аромашевском районе Тюменской области России. Входит в состав Новопетровского сельского поселения.

## География
Расположен в юго-восточной части области, в лесостепной зоне, между рекой Вагай к западу и автодорогой 71А-301 Аромашево — Вагай, примерно в 170 км от Тобольска.

### Климат
Климат характеризуется как резко континентальный, с длительной морозной зимой и коротким тёплым летом. Средняя многолетняя температура самого холодного месяца (января) составляет −18,6 °С (абсолютный минимум — −49 °С), температура самого тёплого (июля) — 17,6 °С (абсолютный максимум — 38 °С). Безморозный период длится в течение 111 дней. Среднегодовое количество осадков — 200—427 мм, из которых около 70 % приходится на период с мая по сентябрь. Снежный покров держится в среднем 156 дней.

## Население
| 1989 | 2002 | 2010 |
| ---- | ---- | ---- |
| 378  | ↘365 | ↘297 |

### Национальный состав
Согласно результатам переписи 2002 года, в национальной структуре населения татары составляли 82 % из 365 чел.

## Инфраструктура
Личное подсобное хозяйство с зоной сельскохозяйственного использования, индивидуальная застройка усадебного типа.

## Транспорт
Деревня доступна автотранспортом. Остановка общественного транспорта «Новые Юрты». Автобусное сообщение.